# Georg Burckhardt (Philosoph)

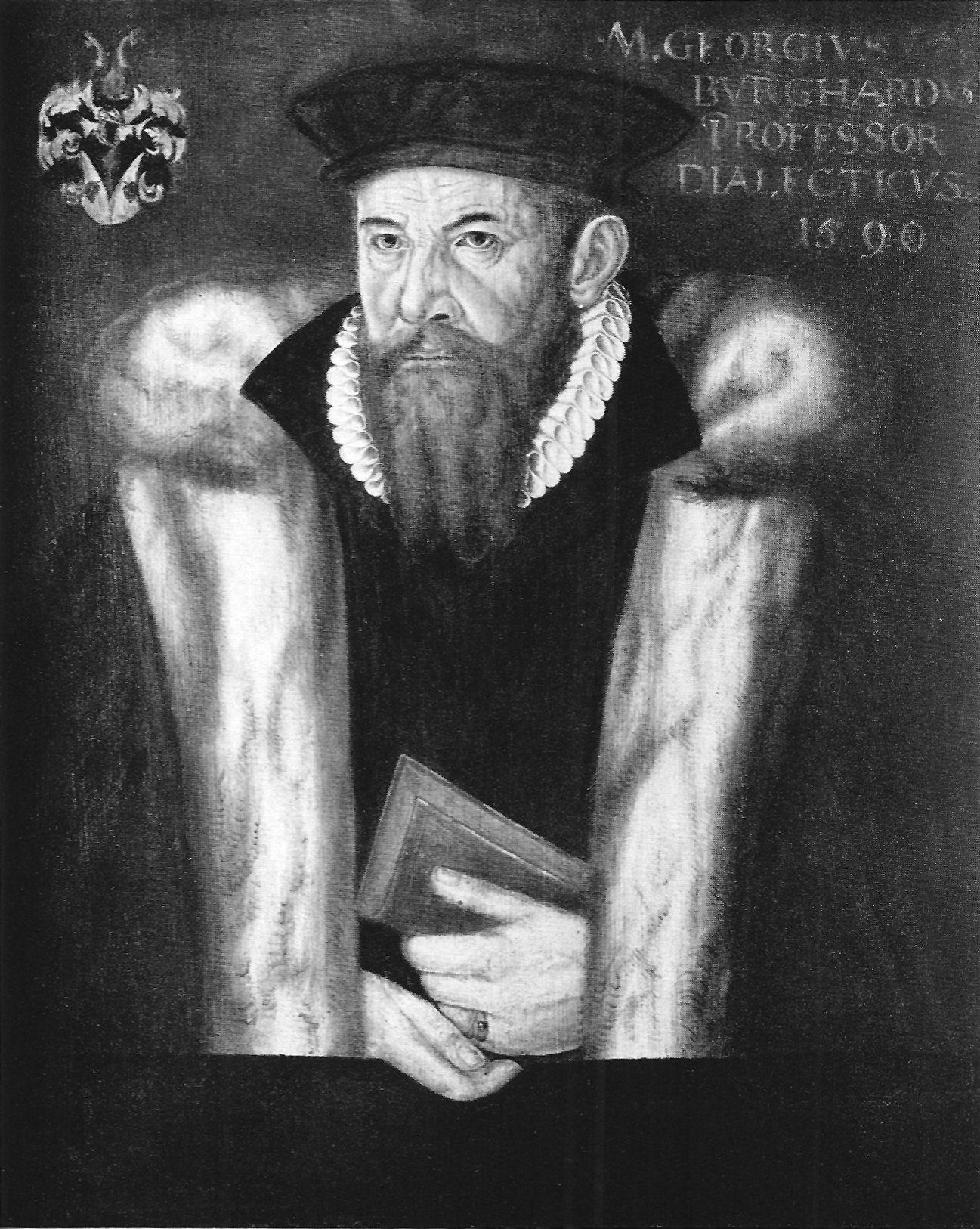
Georg Burckhardt als Professor (1590), Ölgemälde von Anton Ramsler in der Tübinger Professorengalerie

Georg Burckhardt (* 5. Januar 1539 in Wettelsheim; † 6. Februar 1607 in Wildbad bei Mörnsheim) war ein deutscher Philosoph und Professor der Logik und Rhetorik an der Eberhard-Karls-Universität Tübingen.

## Leben

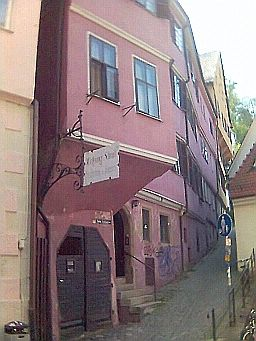
Ehemaliges Wohnhaus:
Haaggasse 19 in Tübingen

Georg Burckhardt wurde in Wettelsheim geboren, heute ein Ortsteil von Treuchtlingen im Landkreis Weißenburg-Gunzenhausen. Sein Vater Heinrich Burckhardt war als Vogt für die Ansbacher Hohenzollern im Amt Wettelsheim tätig. Seine Mutter Eva geb. Widmann stammte aus einer protestantischen Familie. Sein jüngerer Bruder Johannes wurde später Abt.
Georg Burckhardt wurde im Anschluss an sein Studium Lehrer für Altphilologie an der Lateinschule in Rothenburg ob der Tauber. Von 1575 bis 1578 war er Rektor der Lateinschule in Rothenburg. 1578 folgte er einem Ruf an die Eberhard-Karls-Universität nach Tübingen auf den Lehrstuhl für Rhetorik und Logik. In Tübingen bezog er ein stattliches Haus in der Haaggasse, in dem er von nun an mit seiner großen Familie wohnte und in dem darüber hinaus noch viele Studenten Logis fanden. Während Georg Burckhardts knapp 30 Jahre währender Amtszeit als Professor sollen es 265 Studenten gewesen sein.

## Ehen und Nachkommen
Georg Burckhardt war zweimal verheiratet. Aus den beiden Ehen gingen insgesamt 23 Kinder hervor.
Die erste Ehe wurde 1560 mit Anna Krebel geschlossen. Anna Krebel wurde in Weißenburg geboren und starb 1591 in Tübingen. Zu den Nachkommen aus dieser Ehe zählt der Dichter Eduard Mörike.
1592 vermählte sich Georg Burckhardt in zweiter Ehe mit Sabine Magdalena geborene Firck (* 1564 in Stuttgart-Gablenberg, † 1651 in Tübingen). Zu den Kindern aus dieser Ehe zählen Andreas Burckhardt (1594–1651), Kanzler des Herzogtums Württemberg, und Regina Bardili geb. Burckhardt (1599–1669), die von dem Genealogen Hanns Wolfgang Rath als „schwäbische Geistesmutter“ bezeichnet wurde. Rath wies nach, dass eine Reihe schwäbischer Dichter und Denker, darunter Hölderlin, Uhland und Schelling, zu Regina Bardilis Nachkommen zählen. Eine Gedenktafel an Georg Burckhardts ehemaligen Wohnhaus, Haaggasse 19 in Tübingen, erinnert heute an seine Kinder Regina Bardili und Andreas Burckhardt.